# Vlag van Frameries
De vlag van Frameries is op 16 september 1999 bij raadsbesluit vastgesteld als de vlag van de Henegouwse gemeente Frameries. De vlag kan als volgt worden beschreven:
Geel, met een zwarte dubbele adelaar.
De vlag werd pas op 22 september 2000 bevestigd door de Franse Gemeenschapsregering. De vlag is volledig gebaseerd op het gemeentewapen, met de adelaar geplaatst op de grens tussen de broeking en de vlucht. Dit gemeentevlag is identiek aan de vlag van Naarden.

Vlag van Naarden